# AS Mineurs
El AS Mineurs es un equipo de fútbol de Guinea que jugará el Campeonato Nacional de Guinea, la máxima categoría de fútbol en el país desde 2022 tras conseguir el subcampeonato de la Segunda División de Guinea 2021-22.

## Historia
Fue fundado en el año 1984 en la ciudad de Sangarédi por un grupo de mineros como un equipo deportivo con secciones en baloncesto, fútbol femenil, atletismo y taekwondo, y tuvo su primer logro importante al alcanzar la final de la Copa Nacional de Guinea en 1998 donde perdió ante el AS Kaloum Star en penales tras empatar 1-1. Gracias a ello logra participar en la Recopa Africana 1999 en la que fue eliminado en los cuartos de final por el Orlando Pirates de Sudáfrica.
Luego de varias temporadas en el Campeonato Nacional de Guinea desciende en la temporada 2009/10.
En la temporada 2021-22 de la Segunda División de Guinea logró el subcampeonato que con esto consiguió su regreso a la máxima categoría después 13 años.

## Participación en competiciones de la CAF
| Temporada | Torneo          | Ronda            | Club            | Casa | Visita | Global      |
| --------- | --------------- | ---------------- | --------------- | ---- | ------ | ----------- |
| 1999      | Recopa Africana | 1                | LPRC Oilers     | 1-0  | 0-1    | 1-1 (4-3 p) |
| 1999      | Recopa Africana | 2                | Al-Shat SC      | 3-0  | 3-0    | 6-0         |
| 1999      | Recopa Africana | Cuartos de final | Orlando Pirates | 1-3  | 0-1    | 1-4         |